# Brad Gilbert
Brad Gilbert (Oakland, 9 d'agost de 1961) és un extennista i entrenador estatunidenc. Al llarg de la seva trajectòria com a tennista va guanyar vint títols individuals i tres més en dobles, arribant a ser número quatre del rànquing individual l'any 1990. En el seu palmarès destaca la medalla de bronze aconseguida en els Jocs Olímpics de Seül 1988 en la prova individual masculina.
Retirat com a tennista, va exercir com a entrenador de diversos tennistes importants com Andre Agassi, que va guanyar sis dels seus vuit títols de Grand Slam mentre estava a les seves ordres, Andy Roddick, Andy Murray i Kei Nishikori.

## Biografia
Resideix a Malibu (Estats Units) junt amb la seva dona Kim i els seus teus fills: Zach, Julian i Zoe.
A banda de ser entrenador, i analista per la ESPN, també és propietari d'una botiga de material de tennis a San Rafael anomenada "Brad Gilbert’s Tennis Nation".
És autor d'un llibre titulat Winning Ugly, que dona consells i trucs als jugadors de tennis amateurs per guanyar a un jugador amb més nivell. Junt a James Kaplan també van escriure I've Got Your Back (2005).

## Jocs Olímpics

### Individual
| Any  | Campionat                          | Oponent | Resultat |
| ---- | ---------------------------------- | ------- | -------- |
| 1988 | Jocs Olímpics, Seül, Corea del Sud |         |          |

## Palmarès

### Individual: 40 (20−20)
| Resultat  | Núm. | Data                   | Torneig                          | Superfície   | Oponent              | Marcador                |
| --------- | ---- | ---------------------- | -------------------------------- | ------------ | -------------------- | ----------------------- |
| Guanyador | 1.   | 8 de novembre de 1982  | Taipei, Taiwan                   | Moqueta (i)  | Craig Wittus         | 6−1, 6−4                |
| Guanyador | 2.   | 13 d'agost de 1984     | Columbus, Estats Units           | Dura         | Hank Pfister         | 6−3, 3−6, 6−3           |
| Finalista | 1.   | 17 de setembre de 1984 | San Francisco, Estats Units      | Dura (i)     | John McEnroe         | 3−6, 4−6                |
| Guanyador | 3.   | 29 d'octubre de 1984   | Taipei                           | Moqueta (i)  | Wally Masur          | 6−3, 6−3                |
| Guanyador | 4.   | 22 de juliol de 1985   | Livingston, Estats Units         | Dura         | Brian Teacher        | 7−6, 6−4                |
| Guanyador | 5.   | 12 d'agost de 1985     | Cleveland, Estats Units          | Dura         | Brad Drewett         | 6−3, 6−2                |
| Finalista | 2.   | 9 de setembre de 1985  | Stuttgart, Alemanya              | Terra batuda | Ivan Lendl           | 4−6, 0−6                |
| Finalista | 3.   | 7 d'octubre de 1985    | Johannesburg, Sud-àfrica         | Dura         | Matt Anger           | 4−6, 6−3, 3−6, 2−6      |
| Guanyador | 6.   | 14 d'octubre de 1985   | Tel-Aviv, Israel                 | Dura         | Amos Mansdorf        | 6−3, 6−2                |
| Guanyador | 7.   | 3 de febrer de 1986    | Memphis, Estats Units            | Dura (i)     | Stefan Edberg        | 7−5, 7−6(3)             |
| Guanyador | 8.   | 21 de juliol de 1986   | Livingston (2)                   | Dura         | Mike Leach           | 6−2, 6−2                |
| Guanyador | 9.   | 6 d'octubre de 1986    | Tel-Aviv (2)                     | Dura         | Aaron Krickstein     | 7−5, 6−2                |
| Guanyador | 10.  | 20 d'octubre de 1986   | Viena, Àustria                   | Dura (i)     | Karel Nováček        | 3−6, 6−3, 7−5, 6−0      |
| Finalista | 4.   | 27 de juliol de 1987   | Washington DC, Estats Units      | Dura         | Ivan Lendl           | 1−6, 0−6                |
| Guanyador | 11.  | 5 d'octubre de 1987    | Scottsdale, Estats Units         | Dura         | Eliot Teltscher      | 6−2, 6−2                |
| Finalista | 5.   | 12 d'octubre de 1987   | Tel-Aviv                         | Dura         | Amos Mansdorf        | 6−3, 3−6, 4−6           |
| Finalista | 6.   | 2 de novembre de 1987  | París, França                    | Moqueta (i)  | Tim Mayotte          | 6−2, 3−6, 5−7, 7−6, 3−6 |
| Finalista | 7.   | 16 de novembre de 1987 | Johannesburg (2)                 | Dura (i)     | Pat Cash             | 6−7, 6−4, 6−2, 0−6, 1−6 |
| Guanyador | 12.  | 10 d'octubre de 1988   | Tel-Aviv (3)                     | Dura         | Aaron Krickstein     | 4−6, 7−6(5), 6−2        |
| Finalista | 8.   | 24 d'octubre de 1988   | París (2)                        | Moqueta (i)  | Amos Mansdorf        | 3−6, 2−6, 3−6           |
| Guanyador | 13.  | 13 de febrer de 1989   | Memphis (2)                      | Dura (i)     | Johan Kriek          | 6−2, 6−2, retirada      |
| Finalista | 9.   | 28 de febrer de 1989   | WCT Finals, Dallas, Estats Units | Moqueta (i)  | John McEnroe         | 3−6, 6−3, 6−7(3)        |
| Finalista | 10.  | 24 de juliol de 1989   | Washington DC (2)                | Dura         | Tim Mayotte          | 6−3, 4−6, 5−7           |
| Guanyador | 14.  | 31 de juliol de 1989   | Stratton Mountain, Estats Units  | Dura         | Jim Pugh             | 7−5, 6−0                |
| Guanyador | 15.  | 7 d'agost de 1989      | Livingston (3)                   | Dura         | Jason Stoltenberg    | 6−4, 6−4                |
| Guanyador | 16.  | 14 d'agost de 1989     | Cincinnati, Estats Units         | Dura         | Stefan Edberg        | 6−4, 2−6, 7−6(5)        |
| Guanyador | 17.  | 25 de setembre de 1989 | San Francisco                    | Dura (i)     | Anders Järryd        | 7−5, 6−2                |
| Finalista | 11.  | 2 d'octubre de 1989    | Orlando, Estats Units            | Dura         | Andre Agassi         | 2−6, 1−6                |
| Guanyador | 18.  | 26 de febrer de 1990   | Rotterdam, Països Baixos         | Moqueta (i)  | Jonas Svensson       | 6−1, 6−3                |
| Guanyador | 19.  | 2 d'abril de 1990      | San Francisco (2)                | Dura         | Christo van Rensburg | 6−2, 6−1                |
| Finalista | 12.  | 6 d'agost de 1990      | Cincinnati                       | Dura         | Stefan Edberg        | 1−6, 1−6                |
| Guanyador | 20.  | 24 de setembre de 1990 | Brisbane, Austràlia              | Dura         | Aaron Krickstein     | 6−3, 6−1                |
| Finalista | 13.  | 10 de desembre de 1990 | Grand Slam Cup, Múnic, Alemanya  | Moqueta (i)  | Pete Sampras         | 3−6, 4−6, 2−6           |
| Finalista | 14.  | 4 de febrer de 1991    | San Francisco (2)                | Moqueta (i)  | Darren Cahill        | 2−6, 6−3, 4−6           |
| Finalista | 15.  | 29 de juliol de 1991   | Los Angeles, Estats Units        | Dura         | Pete Sampras         | 2−6, 7−6(5), 3−6        |
| Finalista | 16.  | 30 de setembre de 1991 | Sydney, Austràlia                | Dura (i)     | Stefan Edberg        | 2−6, 2−6, 2−6           |
| Finalista | 17.  | 24 de febrer de 1992   | Scottsdale                       | Dura         | Stefano Pescosolido  | 0−6, 6−1, 4−6           |
| Finalista | 18.  | 1 de febrer de 1993    | San Francisco (3)                | Dura (i)     | Andre Agassi         | 2−6, 7−6(4), 2−6        |
| Finalista | 19.  | 5 d'abril de 1993      | Tòquio, Japó                     | Dura         | Pete Sampras         | 2−6, 2−6, 2−6           |
| Finalista | 20.  | 7 de febrer de 1994    | Memphis                          | Dura (i)     | Todd Martin          | 4−6, 5−7                |

### Dobles: 6 (3−3)
| Resultat  | Núm. | Data                   | Torneig                     | Superfície  | Parella              | Oponents                            | Marcador      |
| --------- | ---- | ---------------------- | --------------------------- | ----------- | -------------------- | ----------------------------------- | ------------- |
| Finalista | 1.   | 23 de setembre de 1985 | San Francisco, Estats Units | Moqueta (i) | Sandy Mayer          | Paul Annacone Christo van Rensburg  | 6−3, 3−6, 4−6 |
| Guanyador | 1.   | 14 d'octubre de 1985   | Tel-Aviv, Israel            | Dura        | Ilie Năstase         | Michael Robertson Florin Segarceanu | 6−3, 6−2      |
| Guanyador | 2.   | 10 de febrer de 1986   | Boca Raton, Estats Units    | Dura        | Vincent Van Patten   | Stefan Edberg Anders Järryd         | Renúncia      |
| Finalista | 2.   | 20 d'octubre de 1986   | Viena, Àustria              | Dura (i)    | Slobodan Živojinović | Ricardo Acioly Wojtek Fibak         | Renúncia      |
| Finalista | 3.   | 21 de setembre de 1987 | Los Angeles, Estats Units   | Dura        | Tim Wilkison         | Kevin Curren David Pate             | 3−6, 4−6      |
| Guanyador | 3.   | 13 de febrer de 1992   | Hong Kong, Hong Kong        | Dura        | Jim Grabb            | Byron Black Byron Talbot            | 6−2, 6−1      |

## Trajectòria

### Individual
| Open d'Austràlia | A   | A  | 1R | 4R | 3R | NC | 3R | A  | A  | A  | 3R | 1R | A  | A  | 1R  | 0 / 7   | 6 − 7   |
| Roland Garros | A   | A  | 1R | 2R | 1R | A  | 2R | A  | A  | A  | 1R | 1R | 3R | 2R | A   | 0 / 8   | 5 − 8   |
| Wimbledon | A   | A  | 3R | 3R | 1R | 4R | 3R | A  | 1R | QF | 3R | 3R | 2R | 2R | A   | 0 / 11  | 19 − 11 |
| US Open | A   | 2R | 1R | 2R | 3R | 4R | QF | 2R | 1R | 3R | 1R | 4R | 4R | A  | A   | 0 / 12  | 20 − 12 |
| Rànquing a final d'any | 282 | 54 | 50 | 23 | 18 | 11 | 13 | 21 | 6  | 10 | 19 | 26 | 35 | 76 | 680 | 101−127 | 101−127 |
| Llegenda: G: Guanyador; F: Finalista; SF: Semifinalista; QF: Quarts de final; Q: Qualificació; A: Absent; RR: Round Robin |     |    |    |    |    |    |    |    |    |    |    |    |    |    |     |         |         |